# Robert Stephenson
Robert Stephenson (16. října 1803, Willington Quay – 12. října 1859, Londýn) byl britský konstruktér lokomotiv a stavitel železnic (včetně projektů mostů a dalších staveb). Pokračoval v díle svého otce, George Stephensona, s nímž na mnoha projektech spolupracoval.
V roce 1829 zkonstruoval s pomocí svého otce parní lokomotivu nazvanou Raketa (Rocket), která znamenala předěl v historii kolejové dopravy.